# Henrik Toft Hansen
Henrik Toft Hansen (18 dicembre 1986) è un pallamanista danese.

## Palmarès

### Olimpiadi
- 1 medaglia:
  - 1 oro (Rio de Janeiro 2016)

### Mondiali
- 2 medaglie:
  - 1 oro: (Germania 2019)
  - 1 argento (Spagna 2013)

### Europei
- 1 medaglia:
  - 1 oro (Serbia 2012)